# Liste de voies de Tunis
La ville de Tunis est traversée de nombreuses rues, avenues, boulevards et places. Elles n'ont pas de plaques nominatives avant les décrets du 13 octobre 1883 et du 1er avril 1885, lorsqu'une décision est prise concernant leurs dénominations. L'origine des noms attribués est alors variée : artisanale, professionnelle, ethnique, patronymique, islamique, folklorique, française, etc.
Certains noms changent avec le temps, notamment à la suite de la révolution de 2011, par exemple lorsque la place du 7-Novembre 1987 devient la place du 14-Janvier 2011.

## Avenues
- Avenue de Carthage
- Avenue de France
- Avenue de Paris

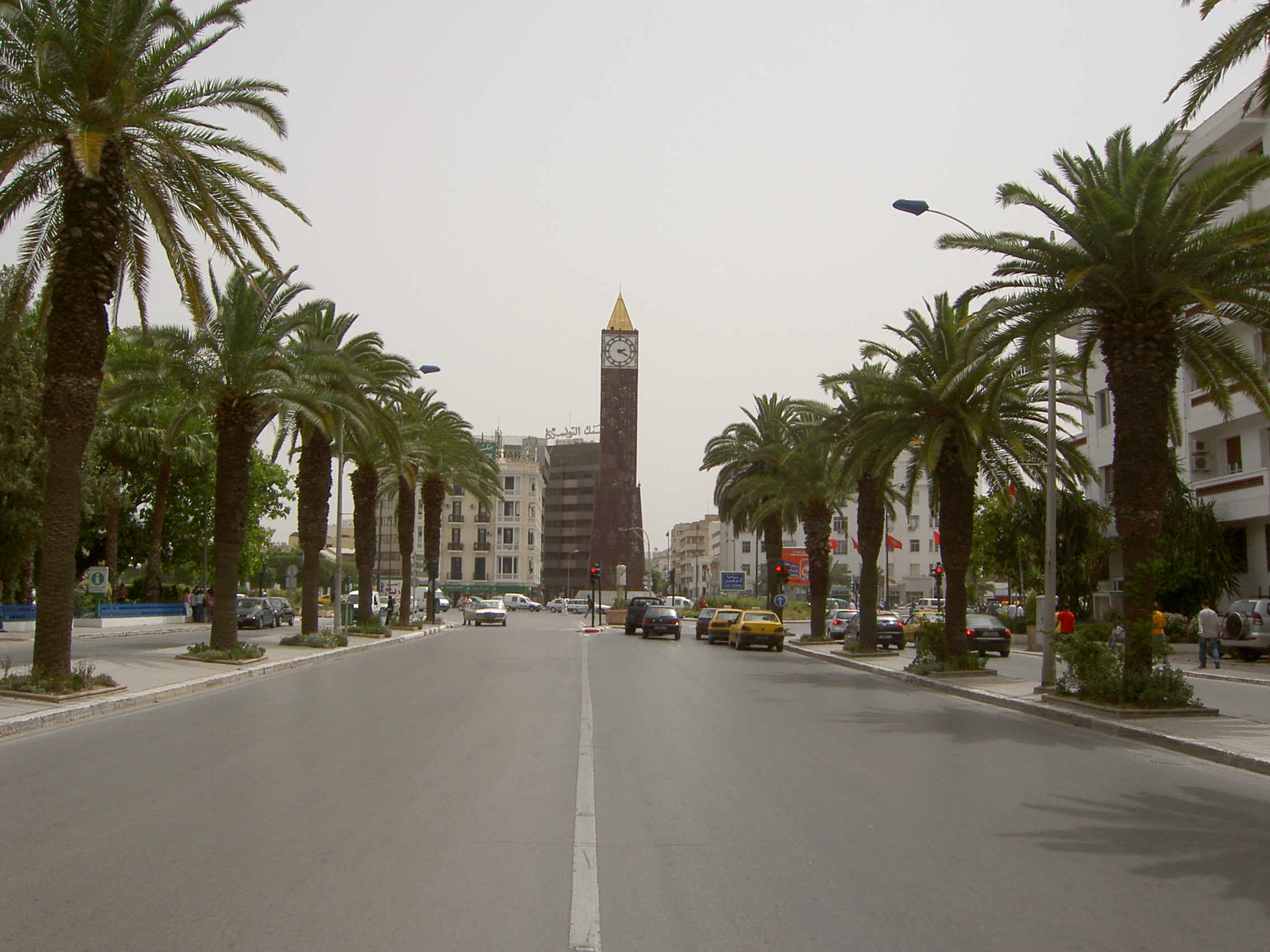
Avenue Mohammed-V.

- Avenue de la Liberté, anciennement avenue de Paris
- Avenue des États-Unis, anciennement avenue Carnot
- Avenue Farhat-Hached, anciennement rue du Portugal
- Avenue Habib-Bourguiba
- Avenue Habib-Thameur, anciennement avenue Roustan
- Avenue Hédi-Chaker, anciennement avenue Garros
- Avenue Mohammed-V, anciennement avenue ou esplanade Gambetta

## Boulevards
- Boulevard du 9-Avril 1938, résulte de la fusion des boulevards du Maréchal-Franchet-d'Espérey, Maréchal-Pétain et Pierre-Loti
- Boulevard Ali-Trad, anciennement boulevard Vauban
- Boulevard Bab Bnet
- Boulevard Bab Menara
- Boulevard Béchir-Sfar, anciennement boulevard du Maréchal-Joffre
- Boulevard de Bellevue
- Boulevard Habib-Chrita, anciennement boulevard Lescure
- Boulevard Hédi-Saïdi, anciennement boulevard du Maréchal-Gallieni
- Boulevard Mohamed-Badra, anciennement boulevard Philippe-Thomas

## Impasses
- Impasse El Hanachi

## Rues
- Rue d'Algérie
- Rue d'Angleterre
- Rue d'Athènes

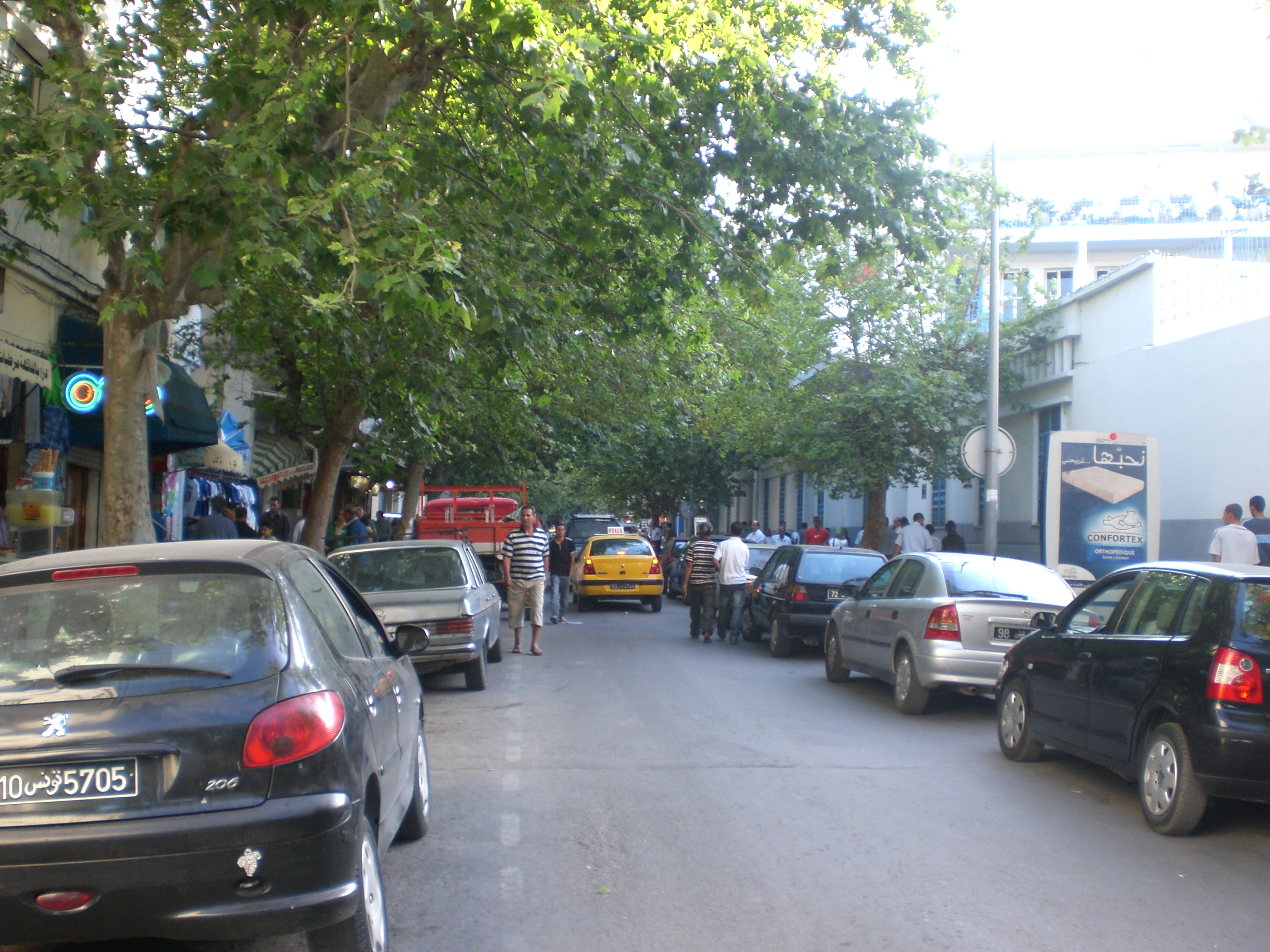
Rue d'Algérie.

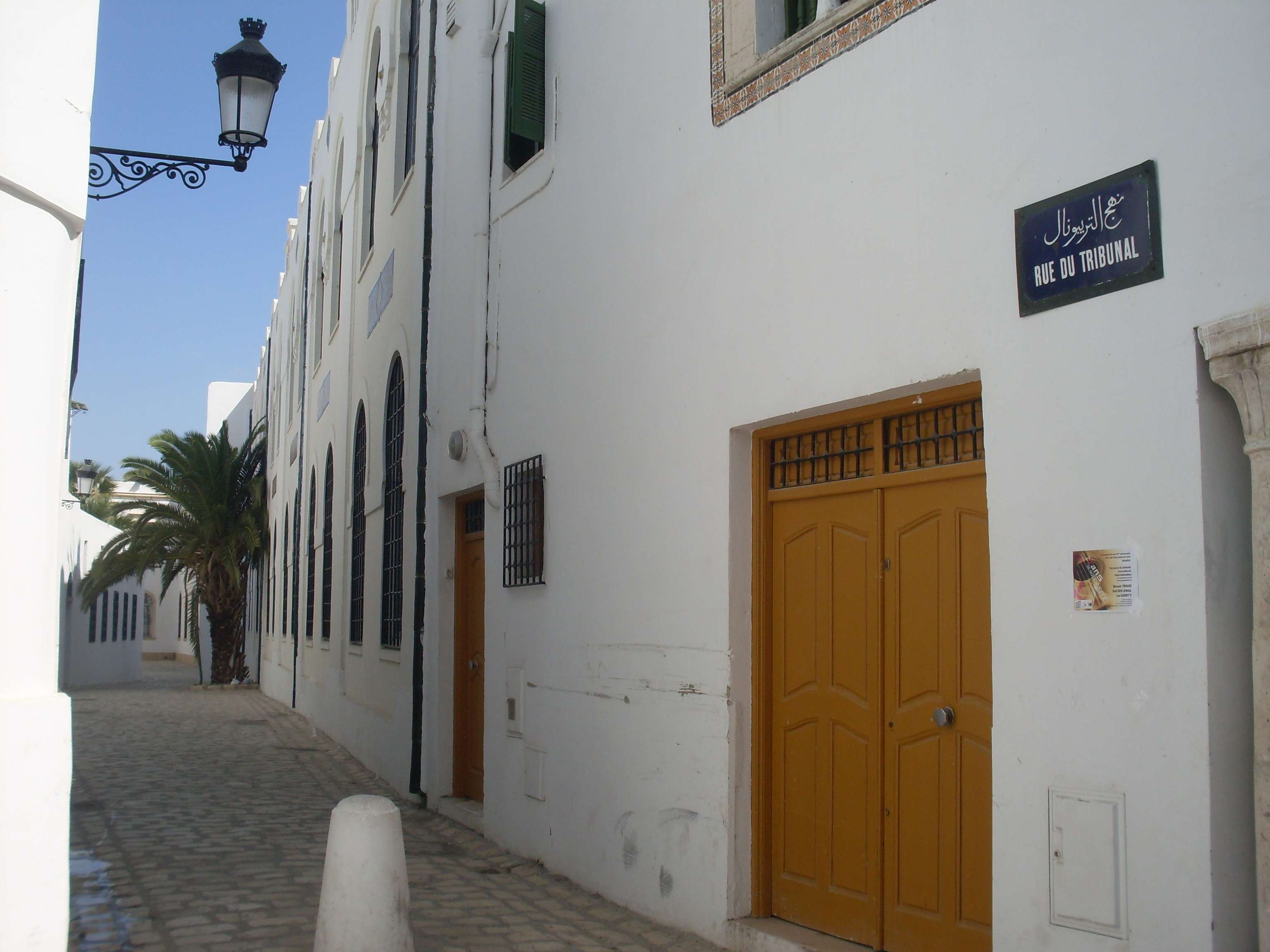
Rue du Tribunal.

- Rue du Canada, anciennement rue du Capitaine Madon
- Rue Charles-de-Gaulle
- Rue de Cologne, anciennement rue d'Isly
- Rue de la Commission
- Rue d'Espagne
- Rue Radhia-Haddad, correspond à l'ancienne rue de Serbie rebaptisée rue de Yougoslavie
- Rue Mohamed-Ali-El Hammi, anciennement rue de Constantine
- Rue de Hollande
- Rue de l'Inde, anciennement rue Hoche
- Rue de la Kasbah
- Rue du Libéria
- Rue de Madagascar
- Rue de Marseille
- Rue Gamal-Abdel-Nasser, anciennement rue Es-Sadikia
- Rue Mongi-Slim
- Rue de Palestine
- Rue de Rome
- Rue de Russie
- Rue du Pacha
- Rue Sidi Abdallah Guech
- Rue Sidi Ben Arous
- Rue Sidi Boumendil
- Rue du Tribunal
- Rue Zarkoun

## Places
- Place du 14-Janvier 2011
- Place de l'Afrique
- Place de Barcelone
- Place du Château
- Place des Droits-de-l'Homme
- Place du Gouvernement
- Place Halfaouine
- Place de l'Indépendance
- Place El Jazira
- Place de la Kasbah
- Place du Leader (Maâkal Az-Zaïm)
- Place Moncef Bey
- Place Mongi-Bali
- Place de Palestine
- Place Pasteur
- Place Ramadhan Bey

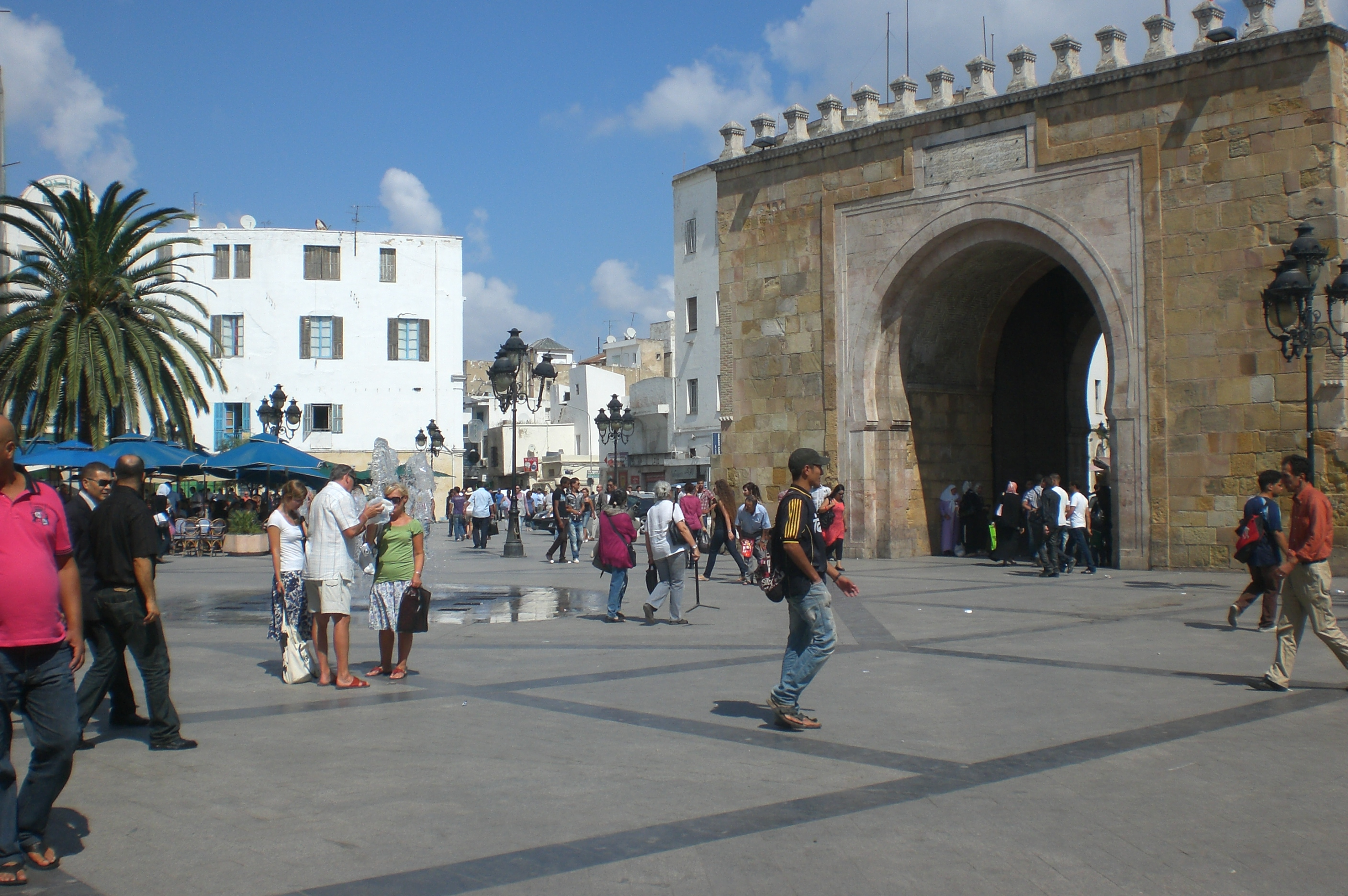
Place de la Victoire.

- Place de la République (anciennement Le Passage)
- Place de la Victoire